# Pero peplaria
Pero peplaria là một loài bướm đêm trong họ Geometridae.